# Низкоэнергетический дом
Низкоэнергетический дом, (также низкоэнергетичный дом, дом с низким энергопотреблением) — термин, обозначающий дом с низким потреблением энергии по сравнению со стандартным домом. В таком доме обычно применяется повышенная термоизоляция, минимизация температурных мостиков, энергоэффективные окна, низкий уровень проникновения воздуха извне (инфильтрация), приточная вентиляция с рекуперацией теплоты, а также более жёсткие требования по отоплению и охлаждению.
Такие дома уменьшают выброс углекислого газа в атмосферу, тем самым способствуя устойчивому развитию.

## Общая терминология
Понятие низкоэнергетический дом варьируется в Европе (и в мире) по регионам и в течение времени. Учитываются исторически сложившиеся требования к климату внутри помещений.
Также под низкоэнергетическим домом понимается:
- дом ультранизкого энергопотребления (ultra low energy house)
- пассивный дом (passive house)
- дом с нулевым потреблением энергии (zero-energy house)

Термин применяется к зданиям, построенным по стандартам с низким энергопотреблением, но поскольку в разных странах разные критерии оценки низкоэнергетичного строительства, то в данном понятии существуют различия. Каждой заинтересованной страной разработана система стандартов, а иногда и маркировки низкоэнергетичных домов. Строительные кодексы стран не всегда содержат описание этого вида строительства. Кроме государственных органов, вырабатывать собственные критерии и проводить сертификацию могут негосударственные организации.
В данной концепции введены термины, обозначающие энергию на трёх этапах её преобразования и доставки от источника до потребителя: первичная энергия (primary energy), конечная энергия (end energy) и подведённая энергия (final energy).

## Европа
Приоритетным для стран Евросоюза является выполнение Киотского протокола. С этой целью каждой страной разработаны задачи по уменьшению воздействия на климат. Европейская Комиссия выпустила в 2002 году «Директиву по Энергопотребляемости Европейских Зданий» (англ. European Energy Performance  of  Buildings  Directive, EPBD). К 2020 году Евросоюз планирует полностью строить дома только нулевого энергопотребления.
На сегодняшний день основными исследовательскими и рекламно-коммерческими проектами низкоэнергетичного строительства в Европе являются: CEPHEUS (cost efficient passive houses as European standards), проведённый в 1998—2001 гг.; проект PEP (Promotion of European Passive Houses) в 2005—2008 гг.; North Pass (2009 год), объединивший страны Прибалтики и Скандинавии; Eurogate — самый крупный проект по плану архитектора Нормана Фостера, стартовавший в 2009 году в Вене.
В целях ограничения энергопотребления в большинстве европейских регионов требование на обогрев зданий составляет 50 кВт·ч/м²год.

### Германия
Впервые Германия ввела правила по повышению термоизоляции зданий в 1979 году (Wärmeschutzverordnung, WSchV). Эти правила были отменены в 2002 году Постановлением по Энергосбережению (Energieeinsparverordnung, EnEV), ограничивающим количество потребления энергии для вновь строящихся зданий, а существующие здания, находящиеся в ремонте или перепланировке, должны были получать согласование по установленному минимуму энергии. Начиная с 2008 года (постановление EnEV 2007 года) применяется обязательная маркировка зданий и квартир, а с 2009 года нежилых помещений по энергопотреблению. С введением нового постановления EnEV в 2009 году стандарт минимума был ужесточён на 30 %. Строительство и приобретение низкоэнергетичных зданий спонсируются корпорацией KfW, выдающей займы под заниженный процент.
Стандарты пассивного дома устанавливаются Институтом Пассивхаус. Используется концепция условного топлива (нефти), выраженная в литрах, применяемая для общего количества первичной энергии, затрачиваемой на содержание 1 м² здания. В частности понятие «трёхлитрового дома», хотя и не является обязующим, однако используется для обозначения «домов ультранизкого потребления». Концепция разработана в Институте строительной физики Фраунгофера.

### Швейцария
Используется национальный строительный стандарт Минержи (фр. Minergie) и маркировка. Стандарт не является обязательным и определяет общий лимит энергии на обогрев здания, горячую воду, вентиляцию и кондиционирование. Максимум потребления энергии для нового жилого здания составляет 38 кВт·ч/м²год, а для отремонтированного — 60 кВт·ч/м²год с 2008 года (прежде нормы составляли соответственно 42 кВт·ч/м²год и 80 кВт·ч/м²год). В 2003 году введён стандарт Minergie-P (с соответствующей маркировкой) в отношении пассивных домов, потребляющих в среднем 10 % энергии в сравнении с обычным домом. Максимум энергопотребления жилого дома составляет 30 кВт·ч/м²год. Оба стандарта распространяются также на здания иного назначения (коммерческие, промышленные и т. д.). Стоимость таких домов на 10-15 % выше, чем обычных.

### Франция
Согласно регламентам RT2005 (начиная с 28 октября 2011 года — RT2012) низкоэнергетичный дом должен потреблять энергию на обогрев, охлаждение, вентиляцию, производство технической горячей воды, освещение, насосы и др. в количестве не более 80 % от регламентированного. В 2006 году с целью продвижения строительства низкоэнергетичных домов основана национальная ассоциация «Effinergie». Благодаря ею разработанной в 2007 году программе «BBC-Effinergie», потребление энергии за два года в среднем уменьшилось с 50 до 40 кВт·ч/м²год.

### Финляндия
Первым архитектором Финляндии, построившим низкоэнергетичный дом в 1978 году, был Бруно Эрат (Bruno Erat). Он использовал солнечные обогреватели. По словам Конфедерации финских строителей предпринимаются усилия по приданию низкоэнергетичному строительству доминирующей роли к 2015 году, а строительство домов с пассивным отоплением станет ведущим к 2020 году. В период с 1970—2007 гг. потребление тепла в Хельсинки уменьшилось на треть в результате применения термоизоляции при строительстве новых и улучшения энергоэффективности существующих зданий такими способами как замена окон, авторегулировка комнатной температуры и сокращение потребления горячей воды.
Стандартами и правилами занимается Финская Ассоциация гражданских инженеров RIL и Финский центр технических исследований VTT.
| Рейтинг энергоэффективности зданий: максимальные значения потребляемой энергии кВт·ч/м²год | Рейтинг энергоэффективности зданий: максимальные значения потребляемой энергии кВт·ч/м²год | Рейтинг энергоэффективности зданий: максимальные значения потребляемой энергии кВт·ч/м²год | Рейтинг энергоэффективности зданий: максимальные значения потребляемой энергии кВт·ч/м²год |
| Класс                                                                                      | Германия                                                                                   | Швеция                                                                                     | Финляндия                                                                                  |
| ------------------------------------------------------------------------------------------ | ------------------------------------------------------------------------------------------ | ------------------------------------------------------------------------------------------ | ------------------------------------------------------------------------------------------ |
| A-класс                                                                                    | 30                                                                                         | 100                                                                                        | 150                                                                                        |
| B-класс                                                                                    | 50                                                                                         | 130                                                                                        | 170                                                                                        |
| C-класс                                                                                    | 70                                                                                         | 160                                                                                        | 190                                                                                        |
| D-класс                                                                                    | 90                                                                                         | 190                                                                                        | 230                                                                                        |

### Россия
Строительство энергоэффективных домов находится в России в начальной стадии развития поскольку в СССР энергосбережению уделялось недостаточное внимание. Показатель градусо-сутки отопительного периода в России составляет 5000, а в странах Западной Европы — 2000. Энергопотребление в зданиях старой постройки достигает 600 кВт·ч/м²год. В то же время, большинство домов, сданных в эксплуатацию после ввода СНиП 23-02-2003 «Тепловая защита зданий», потребляют около 350 кВт·ч/м²год. Стоимость строительства 1 м² жилья в энергетически эффективном доме на 8-12 % выше, чем в обычном, а дополнительные затраты на него окупаются в течение 7-10 лет. Поэтому несколько более широкое распространение получило энергоэффективное строительство коммерческой недвижимости.
Одними из проектов энергоэффективного строительства стали многоквартирный проект Никулино-2 в Москве (1998—2002) и проект реконструкции пятиэтажного панельного дома в Санкт-Петербурге (2000). Согласно расчётам ресурс энергоэффективного здания составляет не менее 50-60 лет.
Принятый федеральный закон ФЗ-№ 261 «Об энергосбережении и о повышении энергетической эффективности и о внесении изменений в отдельные законодательные акты Российской Федерации» не допускает с 1 января 2011 года ввод зданий не соответствующих требованиям энергоэффективности. По экспертным оценкам системная реализация энергосберегающих мероприятий позволит уменьшить эксплуатационные затраты в жилищном секторе в 2-2,5 раза.

#### Причины нерационального использования теплоэнергии
- Отсутствие индивидуальных приборов учёта расхода тепловой энергии и возможности самостоятельной регулировки её потребления при централизованном теплоснабжении.
- Недостатки архитектурно-планировочных и инженерных решений отапливаемых зданий и помещений.
- Недостаточное теплоизоляционное качество наружных стен, покрытий, потолков подвалов и светопрозрачных ограждений (окна и витражи).
- Несовершенство нерегулируемых систем естественной вентиляции.
- Низкое качество и неплотности сопряжения старых оконных переплётов и балконных дверей.
- Протяжённая сеть наружных теплотрасс с недостаточной или нарушенной теплоизоляцией.
- Устаревшие и непроизводительные типы котельного оборудования.
- Недостаточное использование нетрадиционных и вторичных источников энергии.

## Северная Америка

### США
В США самой большой программой, способствующей строительству низкоэнергетичных домов, является Energy Star. Дома, которые получают сертификат Energy Star, используют на 15 % меньше энергии, чем стандартные дома, построенные в соответствии с Международным жилищным кодексом, хотя последние и дешевле по капитальным вложениям на 20-30 %.
Кроме того, Департамент Энергетики в 2008 году начал программу развития строительства домов c нулевым потреблением энергии. Её участники могут сэкономить до 30 % капвложений, если их дома удовлетворяют установленным условиям рейтинга.
На Аляске работает несколько программ, обеспечивающих финансирование займами государственных организаций и частных владельцев с целью повышения энергоэффективности зданий. Применяется система вычетов для желающих поднять рейтинг своего дома. Действует региональный стандарт BEES (Alaska Building Energy Efficiency Standard), созданный в том числе на основе Международного кодекса по сохранению энергии.

## Критика
По прошествии времени предметом критики живущих в таких домах стала проблема качества воздуха (вентиляция, «поддушенная» рекуперацией и необходимостью экономить, не всегда обеспечивает его хорошее качество, особенно если используются ненатуральные строительные материалы и утеплители). (недоступная ссылка)